# Остров Брайса
О́стров Бра́йса — остров архипелага Земля Франца-Иосифа. Наивысшая точка острова — 409 метров. Административно относится к Приморскому району Архангельской области России.

## Расположение
Расположен в центральной части архипелага. В 4 километрах к югу от острова Брайса за 4-километровым проливом Сидорова находится остров Брейди, к западу и северо-западу, за проливом Садко, на расстоянии 3-4 километров расположены острова Блисса, Притчетта и Бромидж.

## Описание
Остров имеет неровную треугольную форму с небольшим углублением — бухтой Гавань Уюта в северо-западной части. Расстояние от северного мыса Терра-Нова до южной оконечности острова — немногим более 9 километров. Центральную часть острова занимает ледник высотой до 409 метров, на севере и юге острова — скалы и галечники.
Назван в честь британского писателя Артура Монтефиора Брайса (1859—1927) (англ. Arthur Montefiore Brice) — секретаря экспедиции Джексона-Хармсворта 1894—1897 годов.